# آرامگاه پیربدرالدین
مقبره پیربدرالدین مربوط به سده‌های ۱۰ تا ۱۳ ه.ق است و در نمین، خیابان امام خمینی، روبروی فرمانداری نمین واقع شده و این اثر در تاریخ ۱۲ دی ۱۳۸۶ با شمارهٔ ثبت ۲۰۳۸۱ به‌عنوان یکی از آثار ملی ایران به ثبت رسیده است.